# (5001) EMP
(5001) EMP es un asteroide perteneciente al cinturón de asteroides, descubierto el 19 de septiembre de 1987 por Edward Bowell desde la Estación Anderson Mesa (condado de Coconino, cerca de Flagstaff, Arizona, Estados Unidos).

## Designación y nombre
Designado provisionalmente como 1987 SB1. Fue nombrado EMP en homenaje a "Ehfemeridy Malykh Planet" (Efemérides de Planetas Menores), publicación anual de efemérides de los planetas menores numerados y sus actualizaciones al momento actual.

## Características orbitales
EMP está situado a una distancia media del Sol de 2,665 ua, pudiendo alejarse hasta 3,118 ua y acercarse hasta 2,211 ua. Su excentricidad es 0,170 y la inclinación orbital 13,71 grados. Emplea 1589 días en completar una órbita alrededor del Sol.

## Características físicas
La magnitud absoluta de EMP es 12,3. Tiene 9,724 km de diámetro y su albedo se estima en 0,149.